# Copparo
Copparo är en ort och kommun i provinsen Ferrara i regionen Emilia-Romagna i Italien. Kommunen hade 16 234 invånare (2018).